# The Ice Sheet

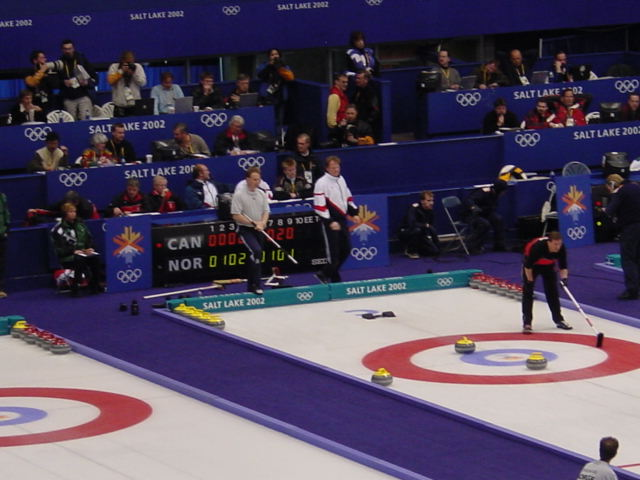
Finale du tournoi de curling masculin aux Jeux d'hiver de 2002

The Ice Sheet, également nommée Weber County Ice Sheet, est une patinoire située sur le campus de l'université d'État de Weber à Ogden, dans l'Utah, aux États-Unis.
D'une capacité de 2 000 places, elle accueille les tournois masculin et féminin de curling pendant les Jeux olympiques d'hiver de 2002 de Salt Lake City.